# Zapfenverbindung

Einfacher, kantiger Blindzapfen

Eine Zapfenverbindung, auch Verzapfung, ist eine Holzverbindung in der Tischlerei und der Zimmerei. Sie besteht aus einem Zapfen, dem Zapfenloch oder Schlitz und gegebenenfalls weiteren Befestigungsmitteln.

## Grundlagen

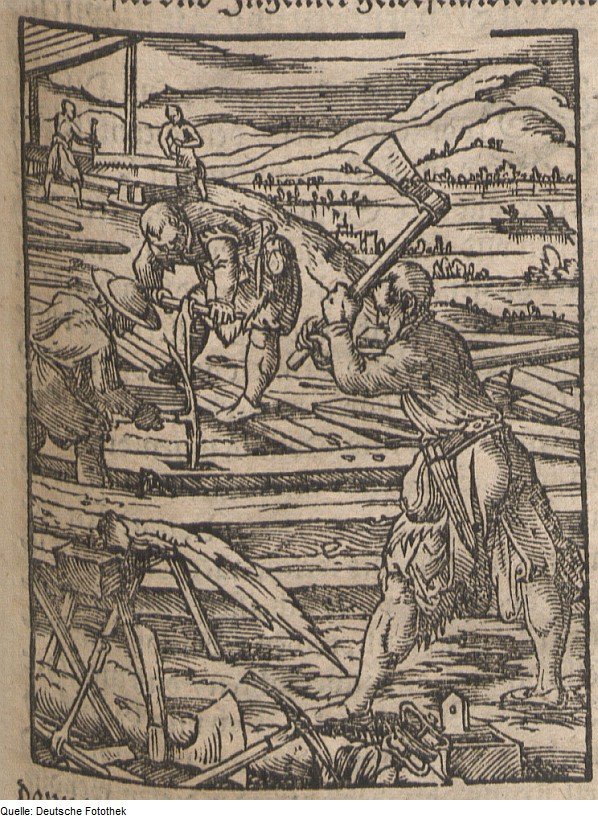
Zimmermänner, Das Ital. Ständebuch, 1641: Der Zimmermann links arbeitet ein Zapfenloch mit der Kreuzhacke (Dexel und Zappel) aus

Zapfen zählen zu den Verknüpfungen, dienen also dazu, zwei aufeinanderstoßende Hölzer miteinander zu verbinden, im Allgemeinen in T-Form oder als Eckverbindung (L-Form).

### Kantzapfen und Rundzapfen
Es lassen sich zwei Grundformen unterscheiden, der Kantzapfen (Verbindungen mit Schlitz und Zapfen) und der Rundzapfen.
Die Zapfenverbindung mit kantigen Zapfen wird durch das Schneiden oder Stemmen eines rechteckigen Loches (Schlitz) in einem Holzteil und das Schneiden eines korrespondierenden Vorsprungs (Zapfen) im anderen hergestellt. Die Zapfenbreite ist im Allgemeinen 1⁄3 der Holzstärke des stärkeren Holzes. Der Schlitz ist immer in Richtung der Maserung rechteckig, um das gelochte Holz nicht zu sehr zu schwächen. Vorteil des Kantzapfens ist im Besonderen, dass er das Drehen der Hölzer unterbindet (beziehungsweise sich mit dem Arbeiten des Holzes festzieht), der Zapfen ist recht einfach auszubilden, der Schlitz aber aufwendig. Im Allgemeinen wird zuerst der Zapfen gefertigt, am Bundholz angezeichnet, und dann das Loch gearbeitet, so lässt sich die Passung noch kontrollieren.
Der Rundzapfen wird rund ausgeführt, bei ihm kann das Zapfenloch gebohrt werden, dafür ist die Zapfenbildung aufwendiger. Meistens lässt man den Zapfen – wie auch bei handgefertigten Holznägeln und Dübeln – leicht kantig, so keilt sich der Zapfen fest. Er ist weniger in Zimmerei und Tischlerei, sondern in der Geräte- und Werkzeugmacherei in Gebrauch.
Heute allgemein üblich ist aber die Mischform der beiden, weil das Zapfenloch mit Bohrer und Fräse hergestellt wird, und dann auch bei Schlitzen runde Ecken hat.
Daneben sind auch zahlreiche, mehr oder minder kompliziert ausgebildete Profilverbindungen möglich.

### Vollzapfen und Blindzapfen
Im Allgemeinen durchstößt das Zapfenloch das Holz vollständig (Vollzapfen, Stoßzapfen oder Bundzapfen), das Hirn des eingezapften Holzes steht mit der Rückseite des Bundholzes bündig. Diese Verbindung ist weniger aufwendig, sieht aber unschön aus, und ist auch allfällig der Witterung ausgesetzt.
Will man das vermeiden, führt man eine Blindzapfen aus, dessen Loch das Holz nicht voll durchstößt. Nachteilig ist – in der traditionellen Handarbeit – die wesentlich aufwendigere Herstellung, die Ausarbeitung des Lochgrundes ist mühsam, außerdem ist die Verbindung „blind“, kann also nicht nachträglich auf Pass kontrolliert werden. Mit dem Einsatz der Oberfräse für das Zapfenloch und passgenauer numerischer Fertigung ist die Herstellung vereinfacht, und heute kein Problem mehr, sodass sie den Vollzapfen weitgehend verdrängt hat. Die Zapfenlänge entspricht dann etwa der Zapfenbreite, nicht mehr als der Hälfte des eingezapften Holzes, bei manchen Verbindungen auch deutlich weniger.
Daneben kann der Zapfen auch das Bundholz durchstoßen, und an der Rückseite überragen: Am verlängerten Ende ist entweder die Ausführung einer weiteren Holzverbindung möglich (etwa als Doppelzapfen für ein drittes Holz), oder die Versicherung.

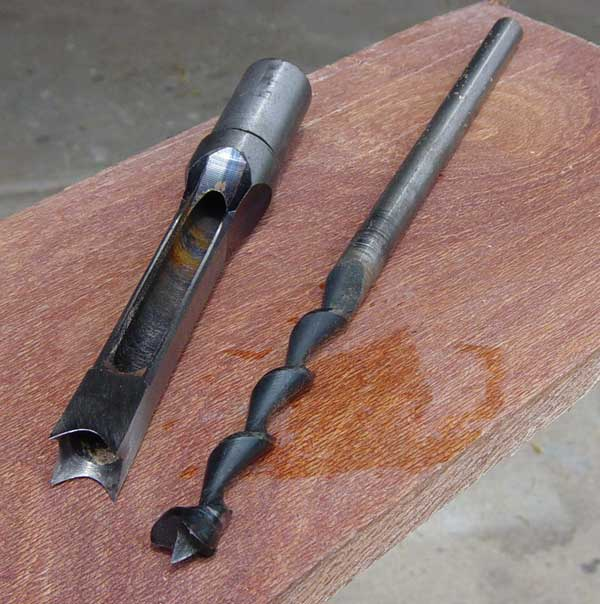
Ein Hohleisen mit innen laufendem Fräsbohrer, das zur Herstellung von scharfkantigen Sack- und Zapfenlöchern verwendet wird

### Zapfenloch
Das Zapfenloch wird traditionell mit Klopfholz und Stemmeisen manuell ausgeführt.
Heute werden zur rationellen Herstellung als Hilfsmittel Zapfenlochstemmer und Zapfenlochstemmmaschinen wie die Kettenfräse verwendet.

### Abbundhilfsmittel

Einfacher, gerader Zapfen in der Eckverbindung (Gabelzapfen, für Rahmenwerk), genagelt

Der Zapfen wird, wenn er nicht ausschließlich auf Druck belastet ist, oder es sich anderweitig verbietet, im Allgemeinen von der dritten Ebene her verbohrt, und verstiftet, durchgängig, beiderseits, oder nur von einer (der Nicht-Sichtseite), die dann Bundseite genannt wird. Der Nagel wird bündig abgelängt, kann aber auch mit Ziernägeln ausgeführt werden, wo Kopf und durchstoßender Spitz des Nagels ein pittoreskes Abbundbild ergeben (Ziernagel). Allgemein reicht ein Nagel, bei Eckverbindungen (etwa den Zargen eines Fensterflügels), zwei, die diagonal versetzt sind, auch vier, fünf im Würfelmuster, und anderes. Daneben kann man auch grob mit Eisennägeln fixieren, oder mit Torbandschrauben einseitig, oder Gewindestangen gekontert verschraubt werden. Verbohrte Zapfen können auch mit versetzter Lochung gefertigt werden (schräges oder versetztes Bohren vor dem Abbund) und gehen beim Einschlagen des Nagels auf Zugspannung.
Bei durchgehendem Zapfloch können die Zapfen auch von der Rückseite verkeilt werden und heißen dann Schwalbzapfen. Diese werden häufig an den Querriegeln von traditionell hergestellten Füllungstüren eingesetzt, da diese Art der Verbindung dem Absacken des Türblatts etwas mehr Widerstand entgegensetzt.
Daneben ist Nachsicherung mit Krampen (Klampfen), und zahlreichen anderen metallernen Verbindungselementen möglich, oder mit Zwischenhülsen in Kunststoff ausgeführt werden.
Separat gefertigte und in beide zu verbindenden Elemente eingelassene Zapfen werden auch Dübel genannt.

## Formen der Zapfenbildung

### Achselzapfen
Der Achselzapfen oder abgesetzte Zapfen

### Gabelzapfen, Schlitzzapfen, Scherzapfen

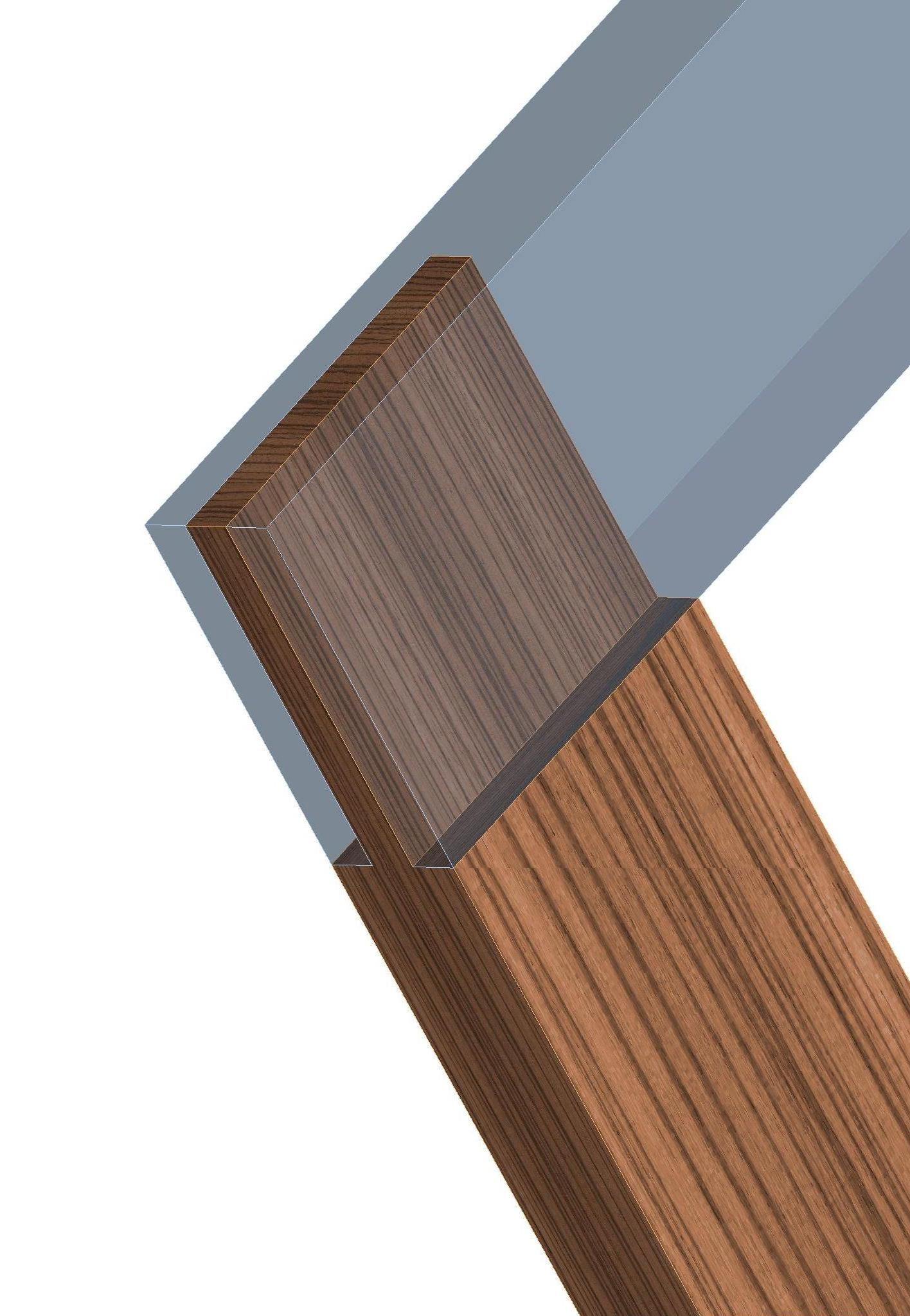
Gabel-, Schlitz- oder Scherzapfen

Diese Gabel-, Schlitz- oder Scherzapfverbindung wird durch das Schneiden eines nach oben offenen Zapfenloches am Ende des einen Teils, das zu einem mittig in dem anderen Teil geschnittenen Zapfen passt, hergestellt. Sie ist besonders für Rahmenwerk der Tischlerei üblich. Von Schlitzzapfen spricht der Tischler, der Zimmerer nennt jedes eckige Zapfenloch Schlitz, und spricht von Scherzapfen, weil er das Ausscheren am Eck ohne Verstrebung verhindert. Typischerweise kann der Schlitz-und-Zapfen-Rahmen noch durch eiserne Flachwinkel verstärkt werden, bzw. nachgebessert, wenn er schon ausgearbeitet ist – typisch an rustikalen Fenstern und Türen, der Scheinhaken, wie es auch gemeinsame Angel-und-Winkel-Konstruktionen gibt, etwa Winkelband oder Steirisches Fensterband genannt.

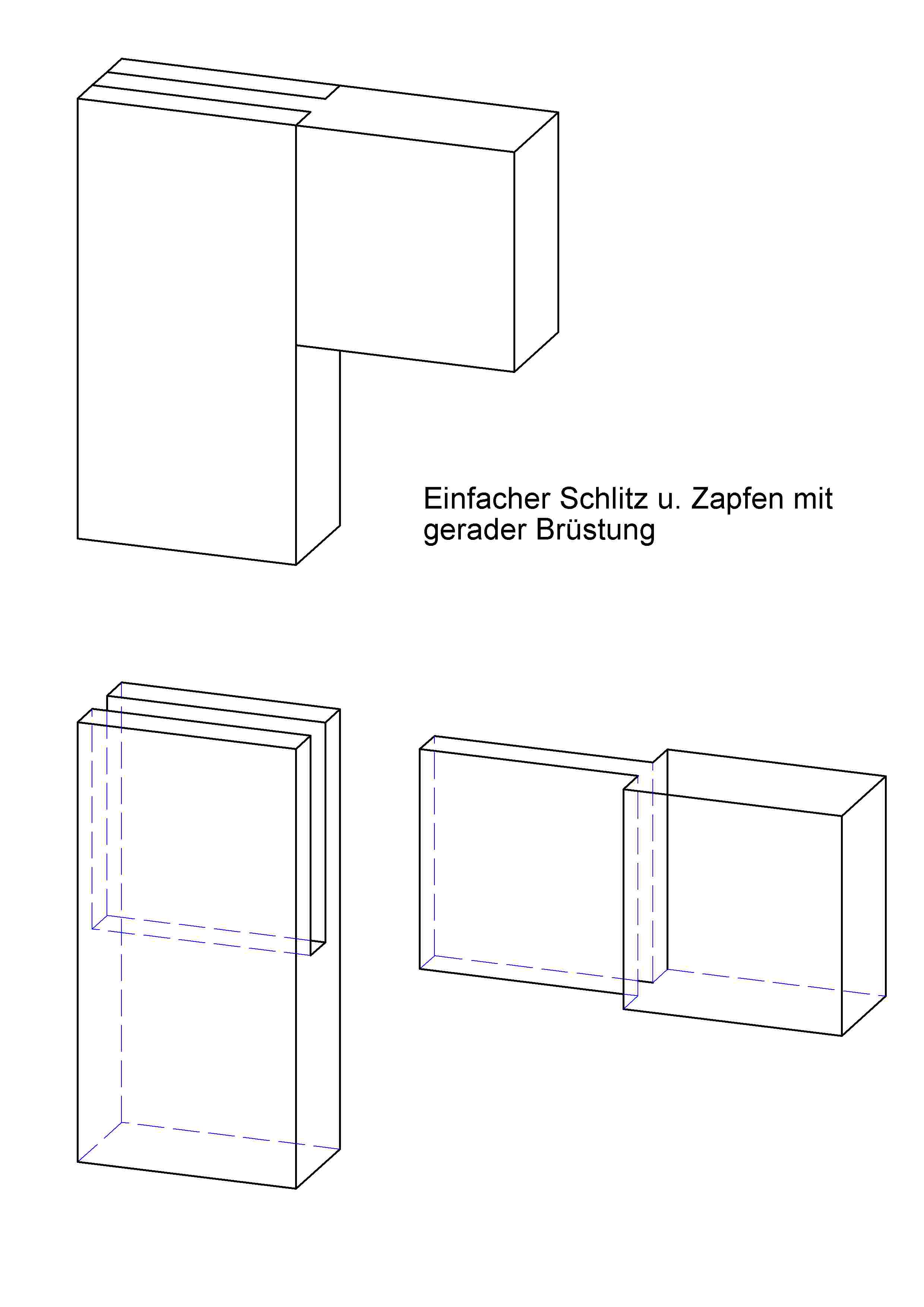
Rahmenverbindung Schlitz u. Zapfen mit gerader Brüstung
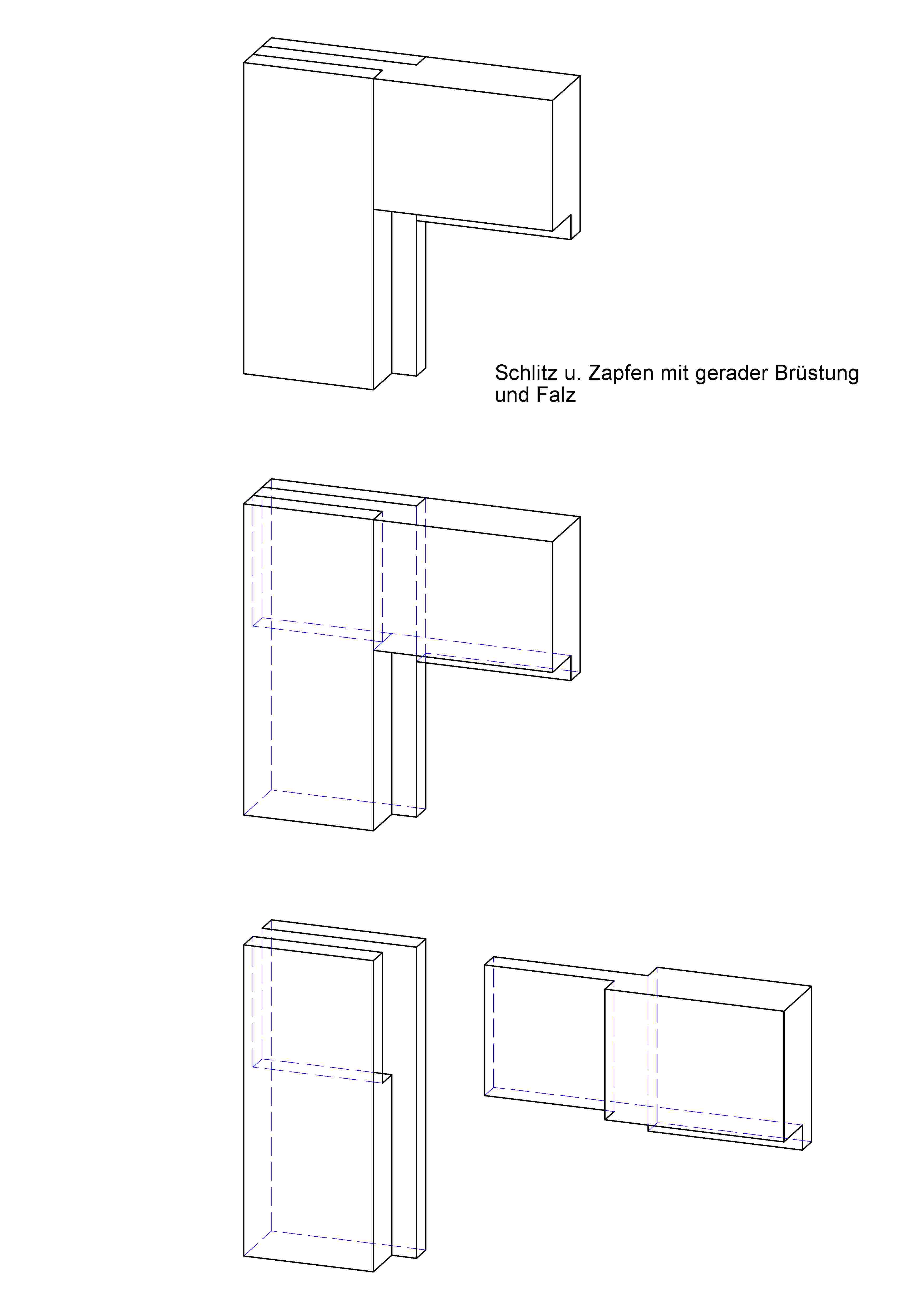
Mit Falz (zur Verglasung mit Kitt)
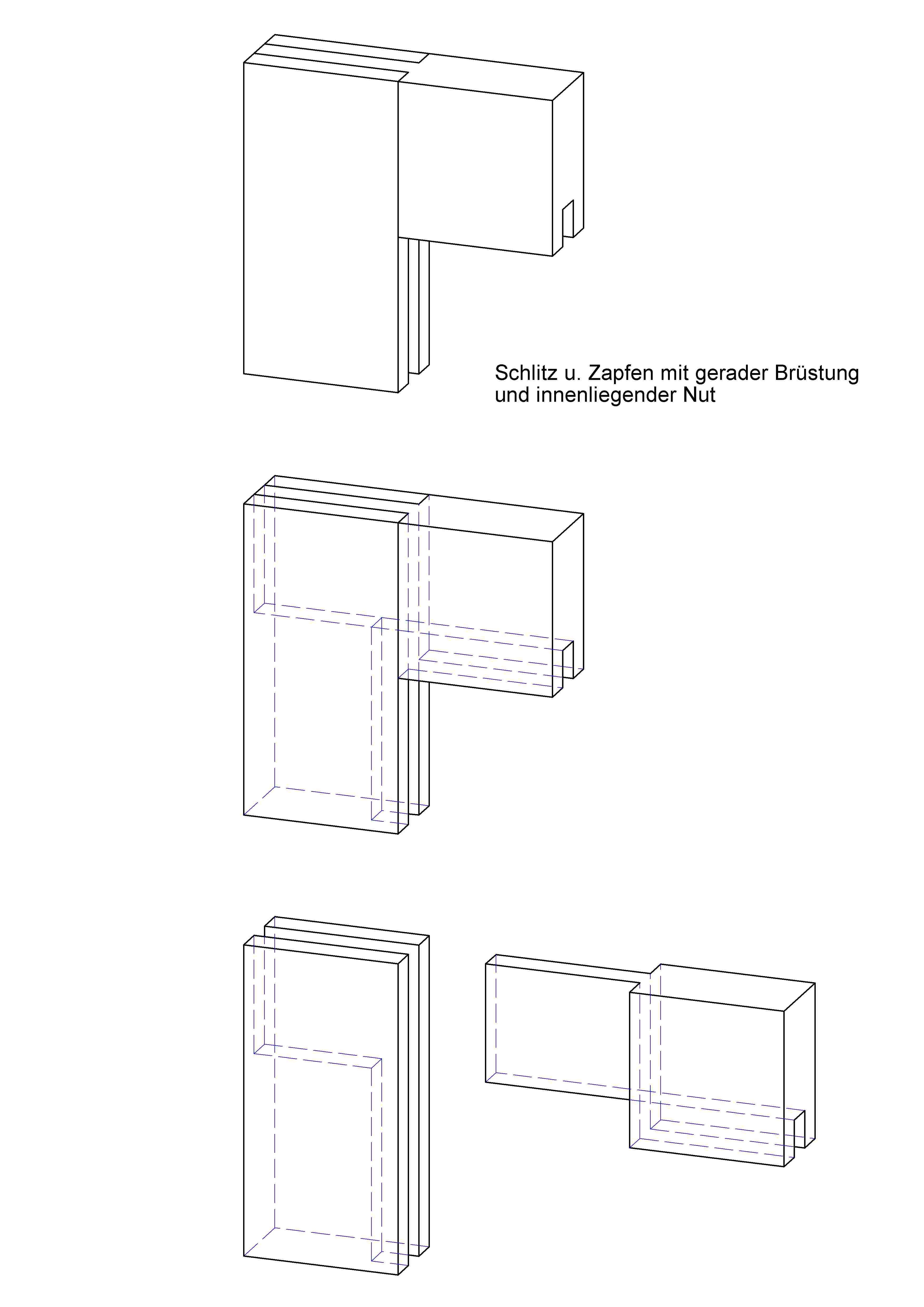
Mit Nut (Gestemmte Arbeit)

Die Scherzapfenverbindung entsteht durch Schneiden einer Anzahl von Zapfen an dem einen Teil und das Schneiden einer Anzahl von korrespondierenden Aussparungen in dem anderen Teil, die kammartig ineinandergreifen (Zinkung).
Diese Gabel-, Schlitz- oder Scherzapfverbindung wird durch das Schneiden eines nach oben offenen Zapfenloches am Ende des einen Teils, das zu einem mittig in dem anderen Teil geschnittenen Zapfen passt, hergestellt. Sie ist besonders für Rahmenwerk der Tischlerei üblich.

### Brustzapfen
Bei dieser Zapfenverbindung wird ein besonders geformter Zapfen hergestellt, der durch ein korrespondierendes Zapfenloch des anderen Teils gesteckt wird. Der Zapfen ragt über das andere Teil hinaus und wird an dessen Ende verkeilt.

### Schwalbenschwanzzinkung
Diese Verbindung wird mit einem konischen Zapfen, dessen Neigungswinkel in der Regel 1:8 bei Hartholz und 1:7 bei Nadelholz beträgt, ausgeführt, wobei das Zapfenloch ebenfalls korrespondierend schwalbenschwanzförmig ausgeführt wird. Siehe auch: Schwalbenschwanzverbindung

### Jagdzapfen
Der Jagdzapfen, österreichisch auch Jagzapfen, wird bei einem Kopfband, der diagonalen Verstrebung zwischen Balken und Steher (dem Holm und dem Stiel), ausgeführt, wenn es gilt, dieses nachträglich zwischen dem Stiel und dem Holm einzufügen. Das eine Zapfenende ist so angeschrägt, dass das Kopfband während der Montage um den anderen Zapfen gedreht werden kann. Das Kopfband wird in das Zapfenloch des Balkens gesteckt und durch Schläge um diesen – im Allgemeinen oberen – Punkt gedreht, indem der Jagdzapfen in das untere Zapfenloch hineingetrieben wird („hineingejagt“, daher auch die Bezeichnung dieser Ausführung). Das mit einem Jagdzapfen ausgestattete Kopfband wird auch Jagdband genannt.

### Sprossenzapfen
Als Sprossenzapfen bezeichnet man die aus Holz – oder in Ersatz mit metallischen Stiften – bestehende Verzapfung, die der Verbindung von Sprosse und Leiter dient. Der Sprossenzapfen wurde 1874 durch den Zimmermann Hermann Webermeier in seinem handwerklichen Lehrbuch Die Deutsche Tischlerei beschrieben.

## Verwandte Formen

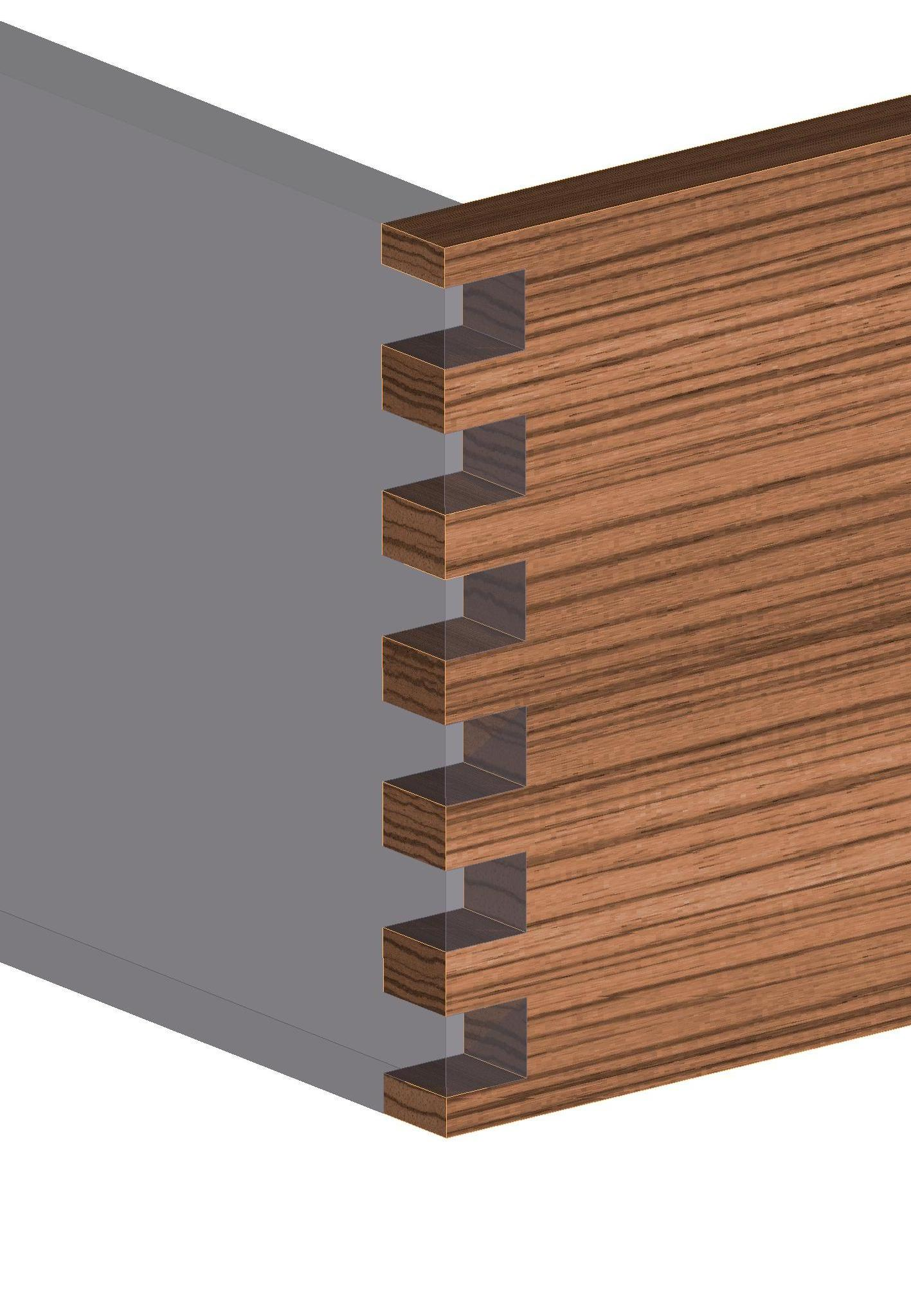
Fingerzinken

- Manche Formen der Verkämmung können als Sonderform der Verzapfung gesehen werden
- Die Verwendung zahlreicher kleiner Zapfen bildet die Verzinkung
- Der Zapfen kann als untergeordnetes Element auch in anderen Verbindungen auftauchen, so etwa Versatzung oder Verklauung